# Echinocactus steinesii
Espèce
Echinocactus steinesii (ou stainsii) est une espèce de la famille des Cactaceae. C'est une plante succulente  

## Répartition
Cette espèce se trouve dans le nord et le centre du Mexique.

## Description
Echinocactus steinesii peut atteindre 2 m de haut et son diamètre de 100 cm. Son poids hors terre peut atteindre plus de 350 kg. Elle est de forme cylindrique. Elle est munie de 44 côtes, garnies chacune de 50 faisceaux d'épines rouges groupées par 4.

## Systématique
Le nom correct complet (avec auteur) de ce taxon est Echinocactus steinesii Hook. ex Salm-Dyck.
Echinocactus steinesii a pour synonyme :
- Echinocactus steinesii Hook.